# Arthur Napoleão

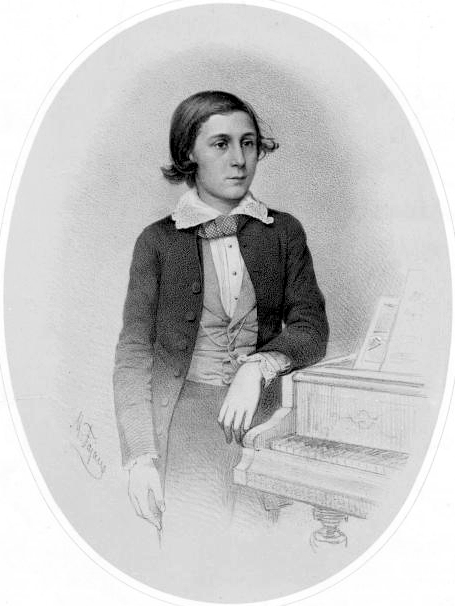
Arthur Napoleão

Arthur Napoleão (* 6. März 1843 in Porto; † 12. Mai 1925 in Rio de Janeiro) war ein portugiesisch-brasilianischer Pianist und Komponist. Seine jüngeren Brüder Aníbal Napoleão (1845–1880) und Alfredo Napoleão (1852–1917) waren ebenfalls Pianisten und Komponisten.

## Leben
Napoleão trat bereits als Kind an den europäischen Höfen auf. Nach Studien in Paris und Manchester wirkte er weiter als Pianist. Als Kammermusiker arbeitete er u. a. mit den Geigern Henri Vieuxtemps und Henryk Wieniawski zusammen.
1868 kam er auf einer Konzertreise nach Rio de Janeiro, wo er sich als Musikalien- und Instrumentenhändler und Musikverleger niederließ und als Dirigent wirkte. Er trat auch weiterhin als Pianist und Kammermusiker (u. a. mit dem kubanischen Geiger José White Lafitte) auf. 1883 gründete er die Sociedade de Concertos Clássicos. Seine bedeutendste Schülerin war die Pianistin und Komponistin Chiquinha Gonzaga.
Napoleão komponierte eine Oper, Orchester- und Klavierstücke, Etüden, Märsche und Hymnen.

## Werke
- Camões für Orchester und Banda
- L’Africaine für Klavier und Orchester
- Hino do Acre
- Hino do Espírito Santo
- A Brasileira für Klavier
- A Caprichosa für Klavier
- Elvira für Klavier
- A Fluminense für Klavier
- Uma Primeira impressão do Brasil für Klavier
- Soirée de Rio für Klavier
- Soirées intimes für Klavier
- Teus olhos für Klavier

## Quelle
- Academia Brasileira de Música – Biographie (Memento vom 12. November 2010 im Internet Archive)